# 秋田南外の仕事着
秋田南外の仕事着（あきたなんがいのしごとぎ）は、旧南外村（現・大仙市南外地域）の農家で伝統的に着用されてきた農作業衣で、国の登録有形民俗文化財の1つである。

## 概要
南外地域は大仙市西部に位置し、出羽山地に懐かれた山村である。ここでは、戦後に既製品の作業着が売り出されるまで、農作業衣を自家縫製していた。明治期から1955年ごろまでに使用されていた仕事着341点が2014年に「秋田南外の仕事着」として登録された。
その特色の1つは衣類を長持ちさせる工夫が随所に見られることである。布地の補強のための「刺し子」があり、縫い目で模様をつくるなど農村の生活文化を物語っている。
大仙市立南外中学校による聞き取り調査から、若い層は赤などの明るい色で、年配になるほど紫や黒など暗い色を用いたことなどが明らかにされている。

## 資料館
- 大仙市南外民俗資料交流館